# Singapore Tennis Open 2025
Singapore Tennis Open 2025 byl tenisový turnaj na ženském profesionálním okruhu WTA Tour, hraný v Kallang Tennis Hubu. Úvodní ročník Singapore Tennis Open probíhal mezi 27. lednem a 2. únorem 2025 v Singapuru na středně pomalém halovém povrchu Laykold.
Turnaj dotovaný 275 094 eury patřil do kategorie WTA 250, když získal pořadatelskou licenci z chuachinského Thailand Open. Nejvýše nasazenou singlistkou se stala osmnáctá tenistka světa Anna Kalinská, která ve druhé sadě semifinále skrečovala Liové pro zranění. Jako poslední přímá účastnice se do dvouhry – v době ukončení přihlášek – kvalifikovala argentinská 100. hráčka žebříčku Nadia Podoroská, která se odhlásila. V důsledku invaze Ruska na Ukrajinu na konci února 2022 řídící organizace tenisu ATP, WTA a ITF s grandslamy rozhodly, že ruští a běloruští tenisté mohli dále na okruzích startovat, ale do odvolání nikoli pod vlajkami Ruska a Běloruska.
Devátý titul z dvouhry okruhu WTA Tour vybojovala 29letá Belgičanka Elise Mertensová. Čtyřhru ovládly Američanka Desirae Krawczyková s Mexičankou Giuliana Olmosovou, které na túře WTA získaly třetí společnou trofej.

## Rozdělení bodů a finančních odměn

### Rozdělení bodů
| Soutěž  | Soutěž       | vítězky | finalistky | semifinalistky | čtvrtfinalistky | 16 v kole | 32 v kole | Q  | Q2 | Q1 |
| ------- | ------------ | ------- | ---------- | -------------- | --------------- | --------- | --------- | -- | -- | -- |
| dvouhra | [ 6 ] [ 11 ] | 250     | 163        | 98             | 54              | 30        | 1         | 18 | 12 | 1  |
| čtyřhra | [ 12 ]       | 250     | 163        | 98             | 54              | 1         | —         | —  | —  | —  |

### Finanční odměny
| Soutěž                                | Soutěž       | vítězky  | finalistky | semifinalistky | čtvrtfinalistky | 16 v kole | 32 v kole | Q2      | Q1      |
| ------------------------------------- | ------------ | -------- | ---------- | -------------- | --------------- | --------- | --------- | ------- | ------- |
| dvouhra                               | [ 6 ] [ 11 ] | 36 300 $ | 21 484 $   | 11 970 $       | 6 815 $         | 4 160 $   | 2 975 $   | 2 200 $ | 1 420 $ |
| čtyřhra                               | [ 12 ]       | 13 200 $ | 7 430 $    | 4 260 $        | 2 540 $         | 1 960 $   | —         | —       | —       |
| částka ve čtyřhrách je uvedena na pár |              |          |            |                |                 |           |           |         |         |

## Ženská dvouhra

### Nasazení
| Stát                          | Hráčka               | WTA | Nasazení |
| ----------------------------- | -------------------- | --- | -------- |
|                               | Anna Kalinská        | 15. | 1.       |
| Belgie                        | Elise Mertensová     | 34. | 2.       |
| USA                           | Amanda Anisimovová   | 35. | 3.       |
| Čína                          | Wang Sin-jü          | 37. | 4.       |
|                               | Polina Kuděrmetovová | 57. | 5.       |
| Kolumbie                      | Camila Osoriová      | 59. | 6.       |
| Spojené království            | Emma Raducanuová     | 61. | 7.       |
| Japonsko                      | Mojuka Učidžimová    | 63. | 8.       |
| Žebříček WTA k 13. lednu 2025 |                      |     |          |

### Jiné formy účasti
Následující hráčky obdržely divokou kartu do hlavní soutěže:
- Amanda Anisimovová
- Kimberly Birrellová

Následující hráčky postoupily z kvalifikace:
- Maya Jointová
- Dominika Šalková
- Manančaja Savangkaevová
- Jil Teichmannová
- Simona Waltertová
- Wej S'-ťia

### Odhlášení
před zahájením turnaje
- Amanda Anisimovová → nahradila ji Marija Timofejevová
- Sonay Kartalová → nahradila ji  Harriet Dartová
- Sofia Keninová → nahradila ji  Julija Starodubcevová
- Nadia Podoroská → nahradila ji  Rebecca Marinová
- Wang Ja-fan → nahradila ji  Cristina Bucșová

## Ženská čtyřhra

### Nasazení
| Stát                                                                      | Hráčka               | Stát               | Hráčka             | WTA  | Nasazení |
| ------------------------------------------------------------------------- | -------------------- | ------------------ | ------------------ | ---- | -------- |
| USA                                                                       | Caroline Dolehideová | USA                | Taylor Townsendová | 19.  | 1.       |
| USA                                                                       | Desirae Krawczyková  | Mexiko             | Giuliana Olmosová  | 51.  | 2.       |
| Čína                                                                      | Wang Sin-jü          | Čína               | Čeng Saj-saj       | 124. | 3.       |
| Spojené království                                                        | Harriet Dartová      | Spojené království | Maia Lumsdenová    | 143. | 4.       |
| Žebříček WTA k 13. lednu 2025; číslo je součtem umístění obou členek páru |                      |                    |                    |      |          |

## Přehled finále

### Ženská dvouhra
- Elise Mertensová vs.  Ann Liová, 6–1, 6–4

### Ženská čtyřhra
- Desirae Krawczyková /  Giuliana Olmosová vs.  Wang Sin-jü /  Čeng Saj-saj, 7–5, 6–0